# Ascorhynchus colei
Ascorhynchus colei är en havsspindelart som beskrevs av Hedgpeth, J.W. 1943. Ascorhynchus colei ingår i släktet Ascorhynchus och familjen Ammotheidae. Inga underarter finns listade i Catalogue of Life.